# أغابالا رامازانوف
أغابالا رامازانوف (20 يناير 1993 بأذربيجان - ) هو لاعب كرة قدم أذربيجاني في مركز الهجوم. شارك مع منتخب أذربيجان تحت 21 سنة لكرة القدم ومنتخب أذربيجان لكرة القدم. أما مع النوادي، فقد لعب مع نادي خزر لنكران ونادي نيفتشي باكو ونادي سومقاييت.

## وصلات خارجية
- أغابالا رامازانوف على موقع الاتحاد الأوربي (الإنجليزية)
- أغابالا رامازانوف على موقع قاعدة بيانات كرة القدم.إي يو (الإنجليزية)
- أغابالا رامازانوف على موقع ناشيونال فوتبول تيمز (الإنجليزية)
- أغابالا رامازانوف على موقع Soccerway.com (الإنجليزية)